# Hofgeismarer Rötsenke

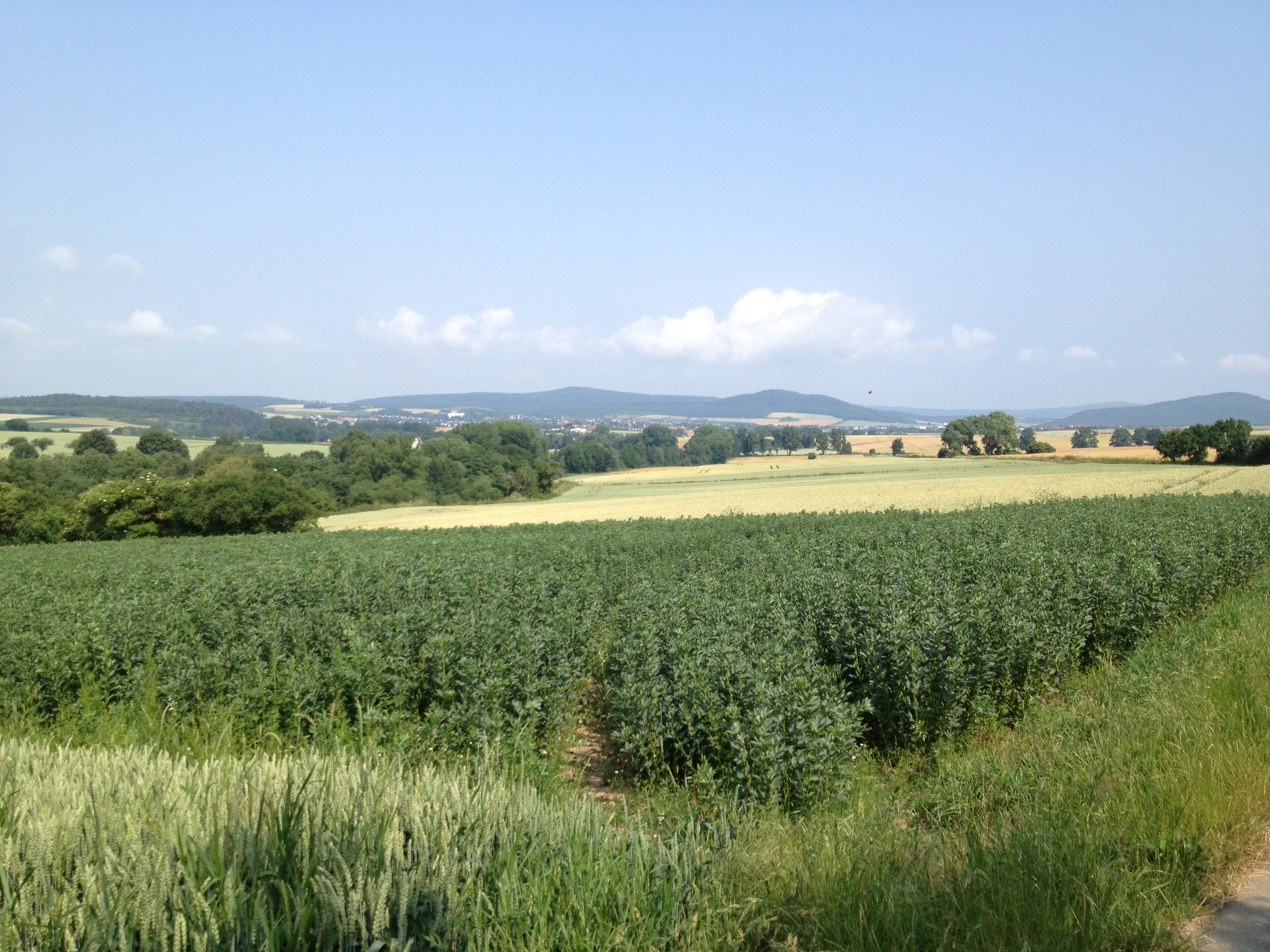
Blick aus Richtung Grebenstein durch die Hofgeismarer Rötsenke zum Hofgeismarer Stadtwald (mittig) und Schöneberg (rechts)

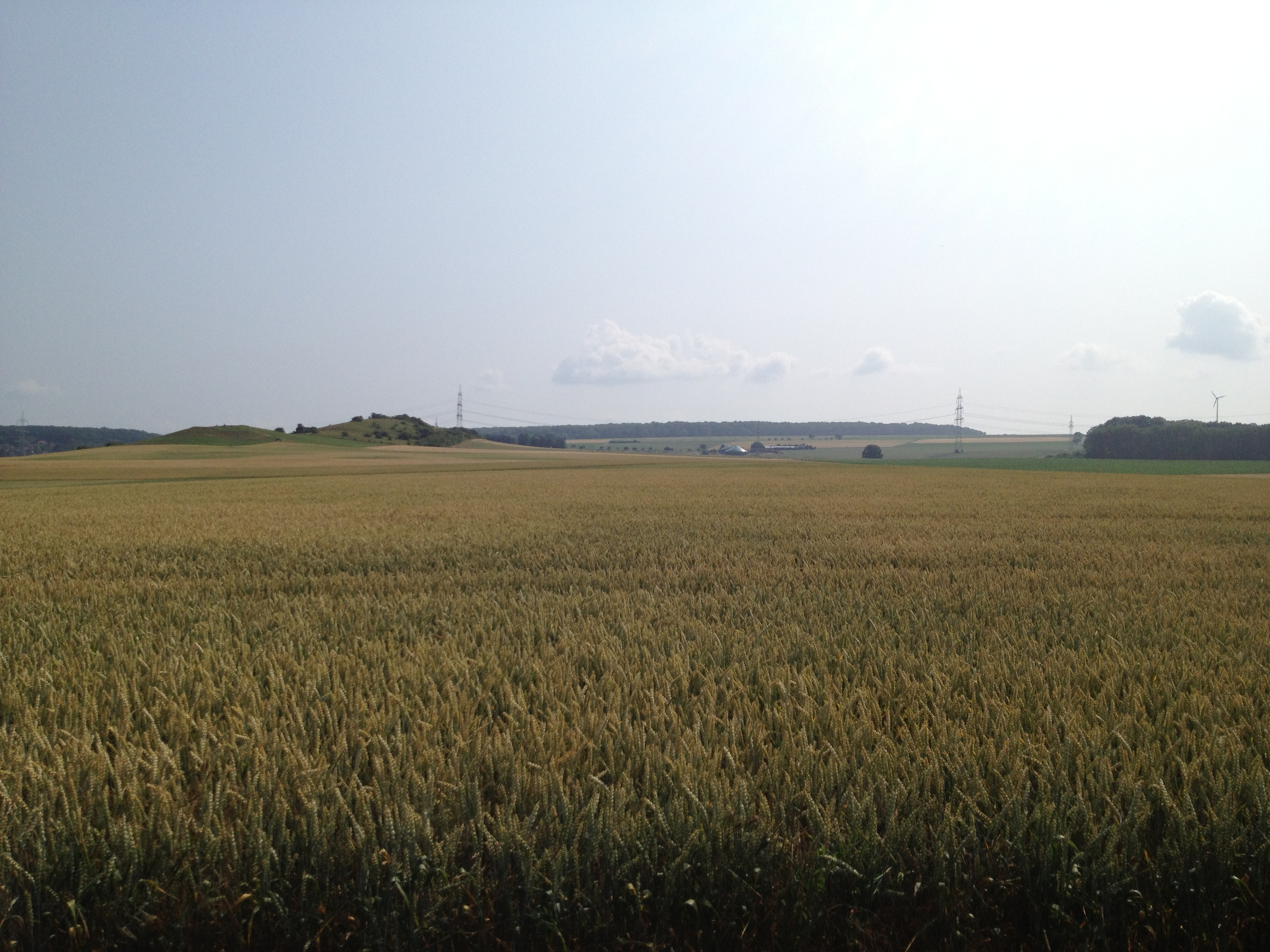
Hofgeismarer Rötsenke südwestlich von Carlsdorf beim Offenberg (links)

Die Hofgeismarer Rötsenke ist ein 138,45 km² großer Naturraum (Nr. 343.4) der Westhessischen Senke im Westhessischen Berg- und Senkenland. Die Senkenlandschaft liegt insbesondere im hessischen Landkreis Kassel und, mit Nordausläufern, im nordrhein-westfälischen Kreis Höxter (Deutschland) und breitet sich besonders entlang der Esse und Diemel auf etwa 330 m bis 106 m ü. NHN aus.

## Geographie

### Lage
Die Hofgeismarer Rötsenke liegt wenige Kilometer nördlich bis nordnordwestlich der nordhessischen Großstadt Kassel. Sie breitet sich insbesondere im Norden des Landkreises Kassel aus. Ihr Südteil reicht in den äußeren Norden des Stadtgebiets von Vellmar und in das Gemeindegebiet von Espenau, der Südsüdostteil liegt im Gemeindegebiet von Fuldatal, der Südsüdwestteil in dem von Calden und der Südsüdostteil im Stadtgebiet von Immenhausen. Der südliche Mittelteil der Senke liegt im Stadtgebiet von Grebenstein, der nördliche Mittelteil in dem Hofgeismar und der Nordteil in dem von Trendelburg. Ihr Nordnordostteil reicht in das Stadtgebiet von Bad Karlshafen. Lediglich der Nordnordwestteil reicht im Süden des westfälischen Kreises Höxter in das Stadtgebiet von Beverungen.
Die Hofgeismarer Rötsenke breitet sich besonders entlang der Esse und Diemel aus. Sie ist in Süd-Nord-Richtung 30 km lang sowie in West-Ost-Richtung im Südteil bis 10 km und im Nordteil bis 3 km breit. Ihre Höhenlage reicht von maximal etwa 330 (Westhang einer namenlosen Erhebung beim Gut Waitzrodt nahe Immenhausen) im Südsüdosten bis auf nur noch 106 m ü. NHN (Diemeltal bei Helmarshausen) im Nordnordosten. Die höchste Erhebung innerhalb der Senke ist der Schöneberg (323,2 m).

### Naturräumliche Zuordnung
Die Senkenlandschaft bildet in der naturräumlichen Haupteinheitengruppe Westhessisches Berg- und Senkenland (Nr. 34) die Untereinheit Hofgeismarer Rötsenke (343.4) und ist der nördlichste Teil der Haupteinheit Westhessische Senke (343). Sie wird von diesen naturräumlichen Nachbarn eingerahmt:
Aus Richtung des Kasseler Beckens und dann etwa westlich bzw. linksseitig entlang von Esse und Diemel betrachtet: Südsüdöstlich breitet sich die Untereinheit Kasseler Becken (343.3) aus, in dem insbesondere Kassel liegt, südlich und südwestlich grenzt als Teil der Untereinheit Nordhabichtswälder Vorland (343.5) der Naturraum Langen- und Staufenbergplatte (343.51) an; sie alle gehören ebenfalls zur Westhessischen Senke. Westlich und nordwestlich schließt sich der Naturraum Liebenauer Bergland (Bever-Diemel-Kalkbergland oder Beverplatten; 361.02) an, der in der Haupteinheitengruppe Oberes Weserbergland (36) und in der Haupteinheit Oberwälder Land (361) zur Untereinheit Brakeler Kalkgebiet (361.0) zählt.
Auch aus Richtung des Kasseler Beckens und dann etwa östlich bzw. rechtsseitig entlang von Esse und Diemel betrachtet: Östlich schließt sich die Untereinheit Reinhardswald (370.4) und nordnordöstlich die Untereinheit Weserdurchbruchstal (370.3) an, die in der Haupteinheitengruppe Weser-Leine-Bergland (37) zur Haupteinheit Solling, Bramwald und Reinhardswald (370) gehören. An den Nordnordwestrand stößt die zur Haupteinheit Holzmindener Wesertal (367) zählende Untereinheit Weseraue und Weserterrassen (367.0).

### Landschaft
Die Hofgeismarer Rötsenke ist eine von Lößlehm erfüllte Niederung, die sich in Mergeln der Röt-Formation zwischen den Muschelkalkplatten der Langen- und Staufenbergplatte und des Oberwälder Landes im Westen sowie den Buntsandsteinerhebungen des Reinhardwaldes im Osten ausbreitet. Die Senke ist abgesehen von Perlgras-Buchenwald auf einigen Basaltkuppen und Hängen mancher Randlagen überwiegend waldlos und wird landwirtschaftlich genutzt.

### Fließgewässer

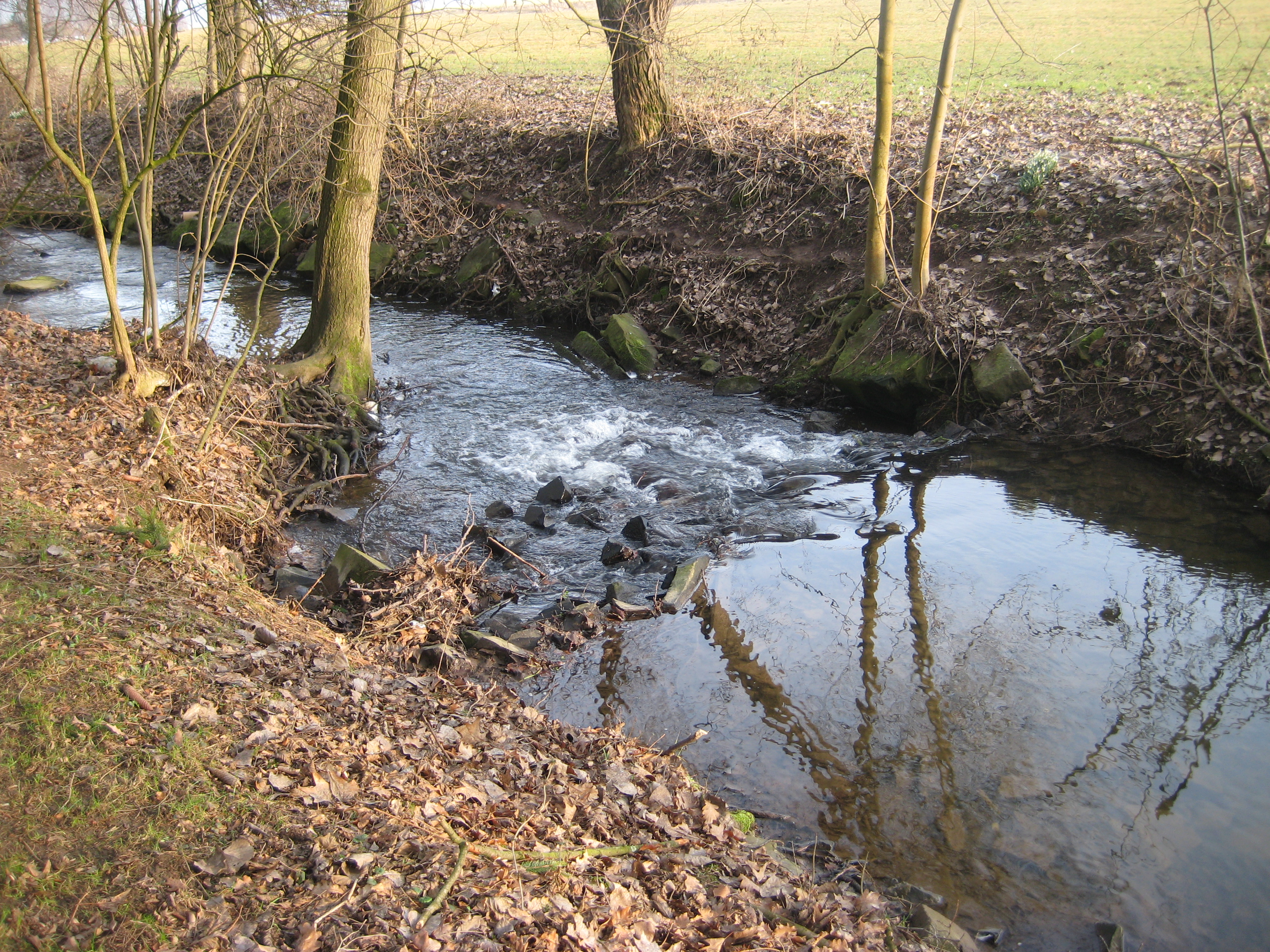
Die Lempe im Park vom Schlösschen Schönburg in Hofgeismar

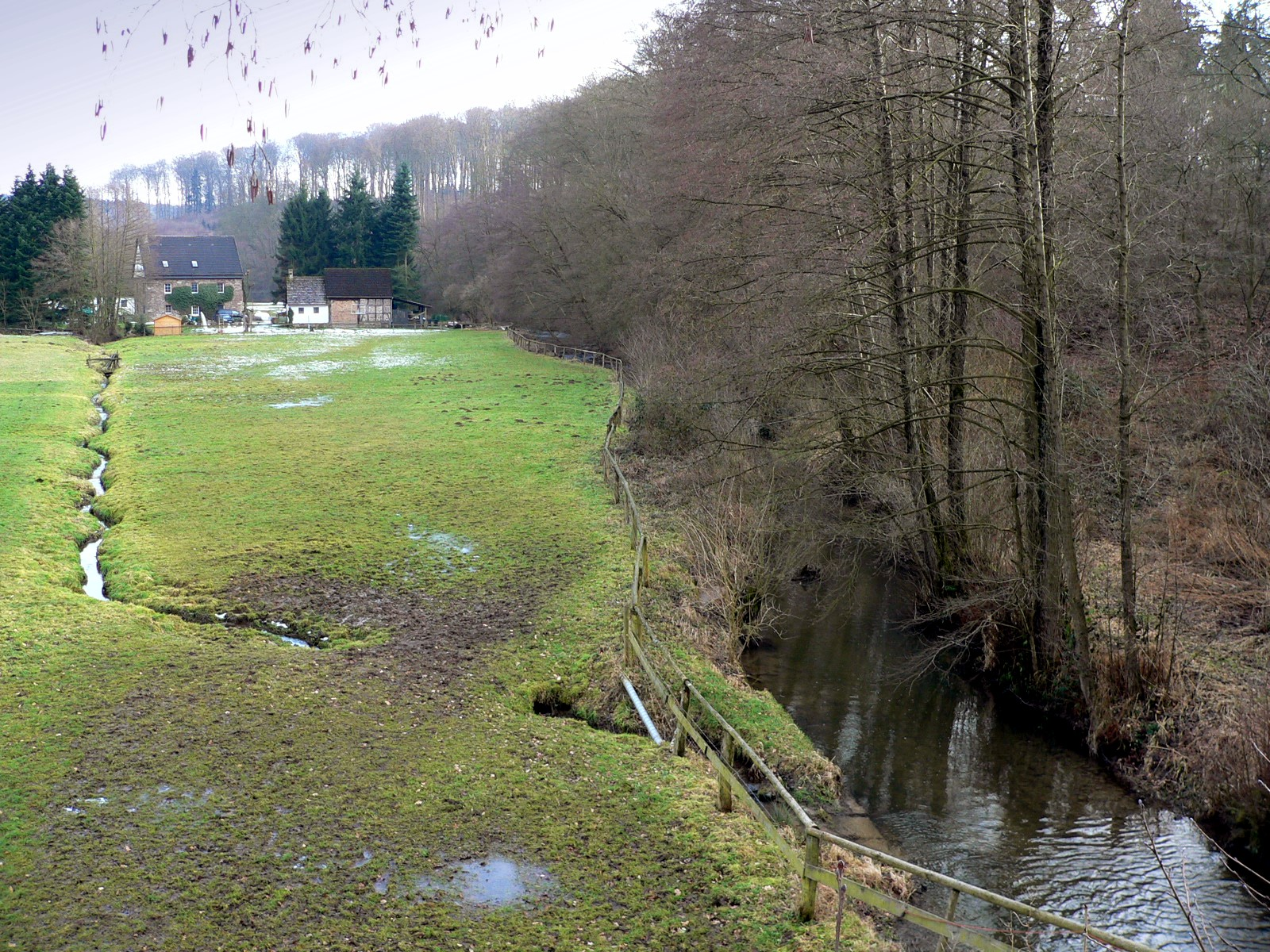
Die Holzape beim Ausfluss aus dem Reinhardswald in die Hofgeismarer Rötsenke; mit Gutsmühle Wülmersen

Die Hofgeismarer Rötsenke wird in Süd-Nord-Richtung betrachtet durch die Espe, Esse und Diemel sowie deren Zuflüsse entwässert:
- Espe (l; 8,6 km), bei Simmershausen, zur Fulda
(für Details siehe im Artikel Espe (Fulda) den Abschnitt Einzugsgebiet und Zuflüsse)
  - Bach vom Glockenteich (l; 0,65 km), bei Hohenkirchen
  - Großer Lohbach (l; 2,65 km), oberhalb Simmershausen
  - Höllgraben (l; 4,3 km), oberhalb Simmershausen
- Esse (r; 27,6 km), bei Stammen, zur Diemel
(für Details siehe im Artikel Esse (Diemel) den Abschnitt Einzugsgebiet und Zuflüsse)
  - Jungfernbach (l; 5,8 km), unterhalb Hohenkirchen
  - Suderbach (l; 4,5 km), unterhalb Hohenkirchen
  - Holzkape (r; 9,1 km), unterhalb Hohenkirchen
  - Maibach (l; 3,5 km), in Grebenstein
  - Nesselbach (l; 3,6 km), unterhalb Grebenstein
  - Schlüchtergraben (r; 2 km), unterhalb Grebenstein
  - Stroforder Graben (l; 1,8 km), unterhalb Grebenstein
  - Lannegraben (r; 1,6 km), unterhalb Grebenstein
  - Kelzer Bach (l; 3,1 km), unterhalb Grebenstein
  - Kelzer Graben (l; 2,8 km), unterhalb Grebenstein
  - Westheimgrund (Bäche oder Bächekanal; l; 4,5 km), in Hofgeismar
  - Lempe (r; 16,3 km), in Hofgeismar
  - Tiefenbach (r; 2,3 km), in Hümme
- Diemel (l; 110,5 km), in Bad Karlshafen; zur Weser
(für Details siehe im Artikel Diemel den Abschnitt Einzugsgebiet und Zuflüsse)
  - Kampgrund (r; 5,8 km), bei Stammen
  - Friedrichsfelder Bach (r; 1,5 km), in Trendelburg
  - Forellenbach (Narrenbach; l; 4,9 km), unterhalb Deisel
  - Holzape (r; 22,8 km), bei Wülmersen
  - Knickgraben (l; 1,4 km), unterhalb Wülmersen
  - Höllebach (l; 2,7 km), unterhalb Wülmersen
  - Hainbach (l; 4,4 km), bei Helmarshausen

### Berge und Erhebungen

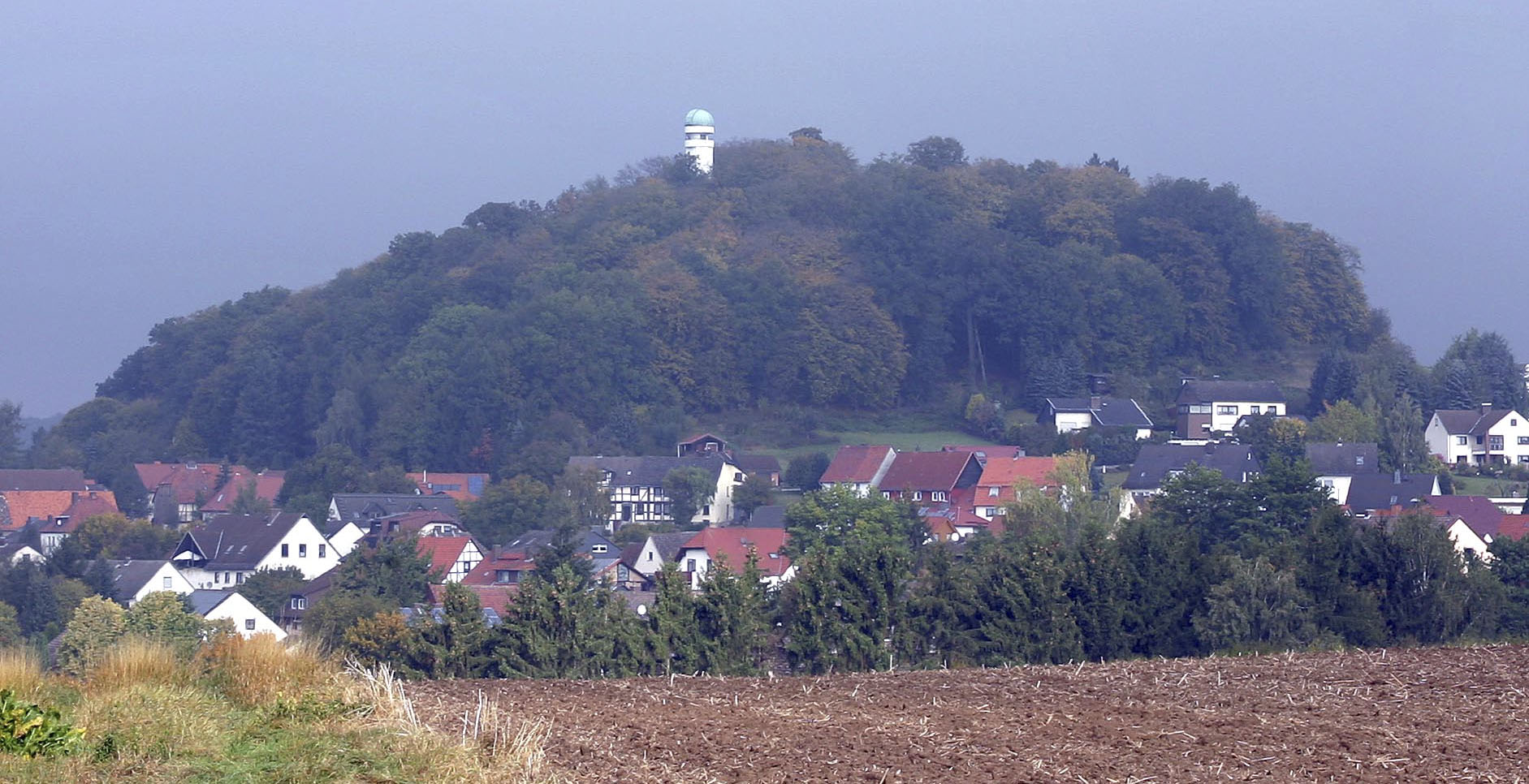
Häuschensberg (mit Volkssternwarte Rothwesten) bei Rothwesten

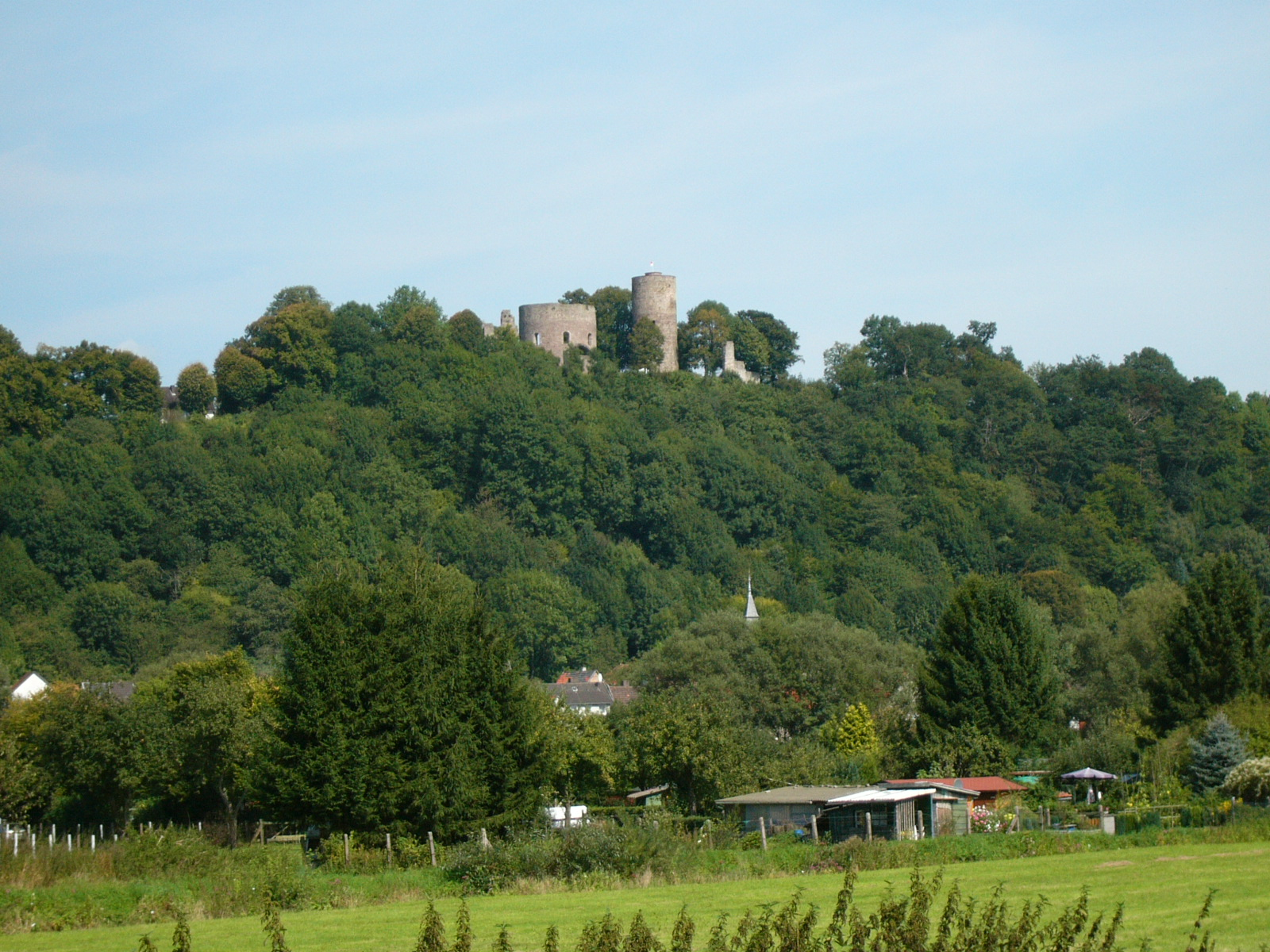
Blick von Süden aus der Hofgeismarer Rötsenke an der Diemel zur Krukenburg

Zu den Bergen und Erhebungen der Hofgeismarer Rötsenke gehören – sortiert nach Höhe in Meter (m) über Normalhöhennull (NHN):
| - Schöneberg (323,2 m), mit Burgruine Schöneberg, zwischen Hofgeismar, Schöneberg und Hümme - Erhebung beim Gut Waitzrodt (bis ca. 330 m), zwischen Immenhausen und Rothwesten - Häuschensberg (300,7 m), zwischen Rothwesten und Gut Winterbüren - Leutenhäuser Berg (297,9 m), zwischen Immenhausen und Mariendorf - Dachsberg (270,1 m), zwischen Obervellmar und Mönchehof - Geismarer Höhe (257,5 m), zwischen Grebenstein und Mariendorf - Veckerberg (252,6 m), zwischen Kelze und Grebenstein - Burgberg (249,0 m), mit Burgruine Grebenstein, bei Grebenstein - Gradhöhe (247,7 m), zwischen Burguffeln und Schachten | - Galgenberg (238,1 m), zwischen Grebenstein und Friedrichsthal - Röthberg (235,8 m), zwischen Kressenbrunnen und Grebenstein - Offenberg (216,9 m), zwischen Niederhaldessen und Carlsdorf - Kaiserstein (205,0 m), mit Hugenottenturm, bei Bad Karlshafen - Waltersberg (184,2 m), mit Krukenburgruine, zwischen Helmarshausen und Nollendorf - Burgberg (172 m), mit Burg Trendelburg, in Trendelburg - Mittelberg (170 m), in Helmarshausen - Assaburg (163,5 m), bei Wülmersen |

### Ortschaften

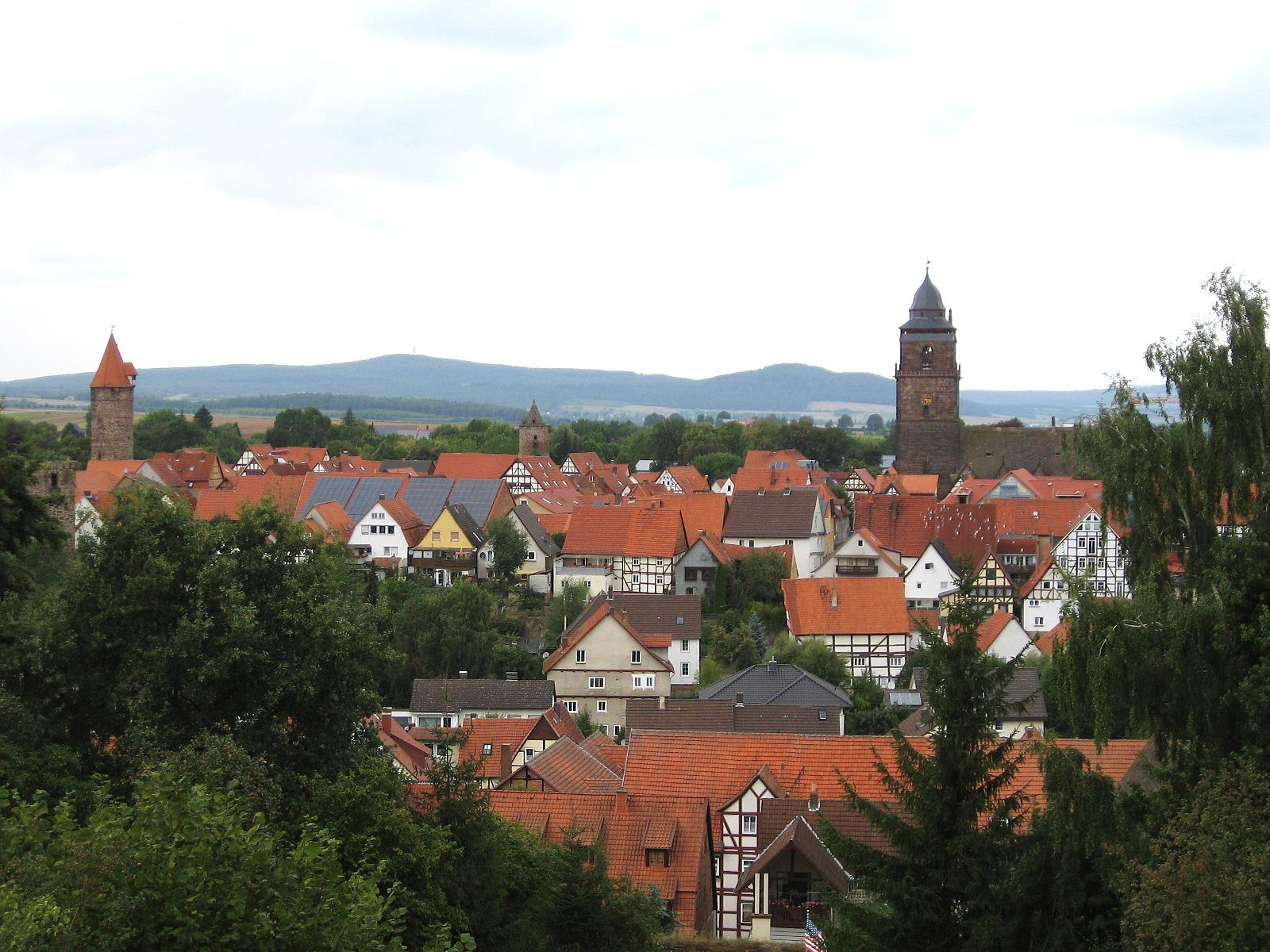
Blick über die Grebensteiner Kernstadt in der Hofgeismarer Rötsenke zum Hofgeismarer Stadtwald

Städte und Gemeinden (etwa in Süd-Nord-Richtung betrachtet) mit unter anderem Ortsteilen in der Hofgeismarer Rötsenke oder an deren Rändern sind:
| in Hessen: - Vellmar (Süden) - Obervellmar (südlich) - Espenau (Süden) - Hohenkirchen (Süden) - Mönchehof (Süden) - Fuldatal (Südsüdosten) - Rothwesten (südsüdöstlich) - Gut Winterbüren (Südsüdosten) - Calden (Südsüdwesten) - Calden (Kernort; Südsüdwesten) - Schloss Wilhelmsthal (Südsüdwesten) - Immenhausen (Südsüdosten) - Immenhausen (Kernort; Südsüdosten) - Grebenstein (südlicher Mittelteil) - Grebenstein (Kernort; südlicher Mittelteil) - Burguffeln (südlicher Mittelteil) - Frankenhausen (südlicher Mittelteil) - Schachten (Westrand) | - Hofgeismar (Mittelteil) - Hofgeismar (Kernort; Mittelteil) - Carlsdorf (Ostrand) - Hümme (Mittelteil) - Kelze (Westrand) - Schöneberg (Ostrand) - Trendelburg (nördlicher Mittelteil) - Trendelburg (Kernort; nördlicher Mittelteil) - Deisel (nördlicher Mittelteil) - Eberschütz (Westrand) - Sielen (Westrand) - Stammen (nördlicher Mittelteil) - Wülmersen (nördlicher Mittelteil) - Bad Karlshafen (Nordnordostrand) - Bad Karlshafen (Kernort; nordnordöstlich) - Helmarshausen (Nordrand) in Nordrhein-Westfalen: - Beverungen (außerhalb; Nordnordwestrand) - Herstelle (Nordnordwestrand) |

## Verkehrsanbindung und Wandern

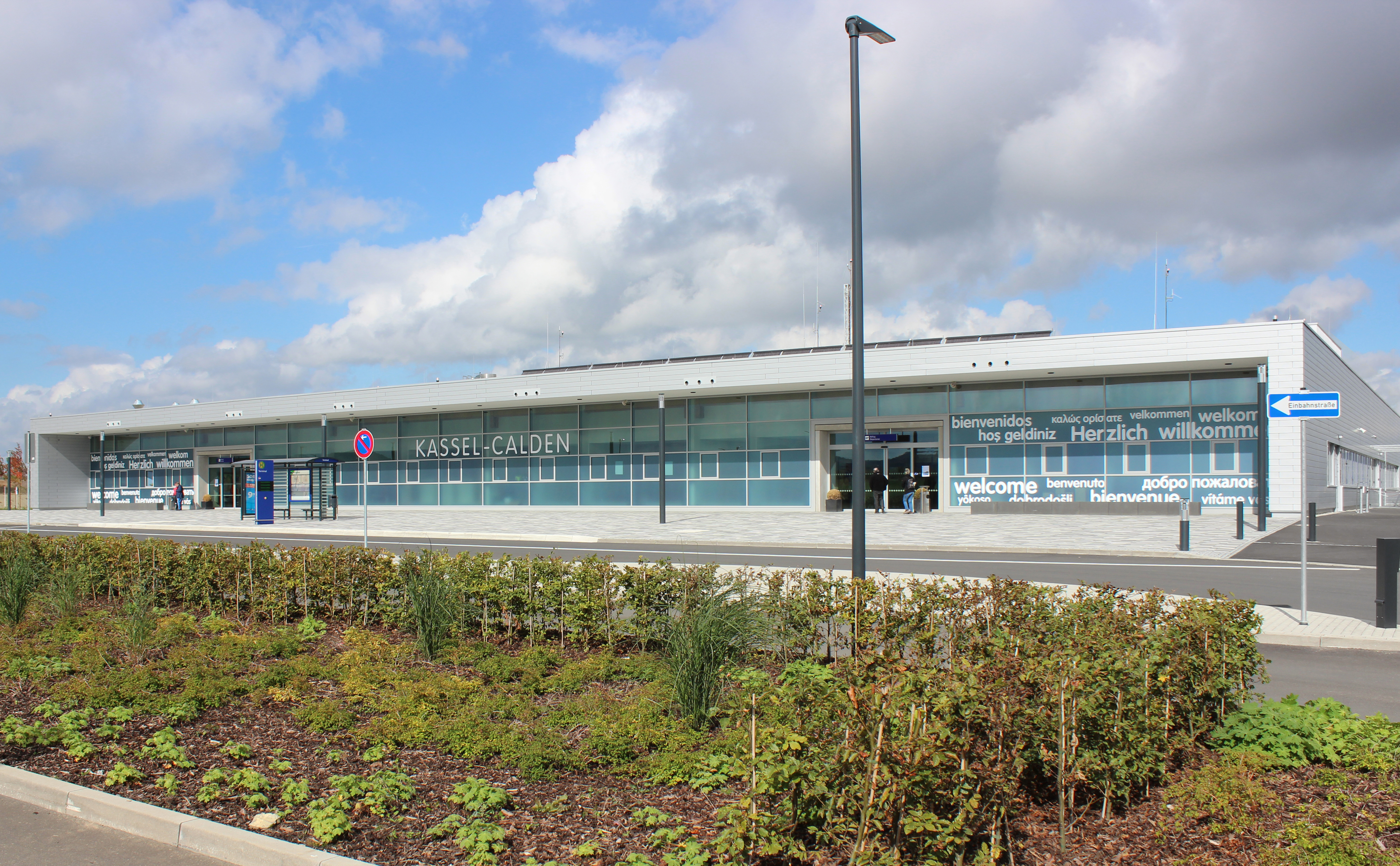
Flughafen Kassel-Calden, Terminal

Durch den Süden der Hofgeismarer Rötsenke führt der Nordteil eines gemeinsamen Kraftfahrstraßen-Abschnitts der Bundesstraßen 7 (Vellmar–Calden) und 83. Während die B 7 vom Nordende dieses Abschnitts im Südsüdwesten der Senke von Vellmar nordwestwärts durch Espenauer Gebiet nach Calden verläuft, führt die B 83 von dort in Süd-Nord-Richtung durch die Gebiete von Espenau, Grebenstein, Hofgeismar und Trendelburg nach Bad Karlshafen. Innerhalb der Senke zweigen insbesondere von der B 83 zahlreiche Landes- und Kreisstraßen ab.
Von Obervellmar verläuft durch Espenau, Immenhausen, Grebenstein und Hofgeismar bis nach Hümme in Süd-Nord-Richtung die Bahnstrecke Kassel–Warburg durch die Rötsenke; bei Hümme knickt sie nach Südwesten ab und verlässt die Senke bei Eberschütz. Von dieser Bahnstrecke zweigte früher in Hümme nach Norden die Carlsbahn (stillgelegt) ab, die im Nordteil der Senke durch Trendelburg nach Bad Karlshafen verlief.
Im Südsüdwesten der Senke liegt der Flughafen Kassel-Calden.
Von Obervellmar im Süden nach Helmarshausen bzw. Bad Karlshafen im Norden führt durch die Senke der Märchenlandweg, der wie der im Senkennordteil entlang der Diemel angelegte Diemelradweg auf Trassenabschnitten der stillgelegten Carlsbahn verläuft. Östlich entlang der Senke führt der Reinhardswald-Westweg. Durch den Südteil der Senke verläuft durch Espenau, nördlich von Vellmar und durch Rothwesten etwa in West-Ost-Richtung der Kassel-Steig. In der Gegend von Hofgeismar und durch dessen Kernstadt verläuft der Europäische Kulturfernwanderweg Hugenotten- und Waldenserpfad ein kurzes Stück durch die Senke – etwa in Südwest-Nordost-Richtung.